# Motori BMW
Questa pagina offre una panoramica dei motori prodotti dalla casa tedesca BMW nel corso della sua storia, attribuendone una collocazione temporale e per tipo di motore, in modo da avere un compendio facilmente consultabile dell'evoluzione motoristica della BMW.

## Premessa
La BMW, nota ai più come casa automobilistica, è però da sempre anche una validissima casa motociclistica, ed inoltre si è occupata anche di motori aeronautici.

## Motori automobilistici

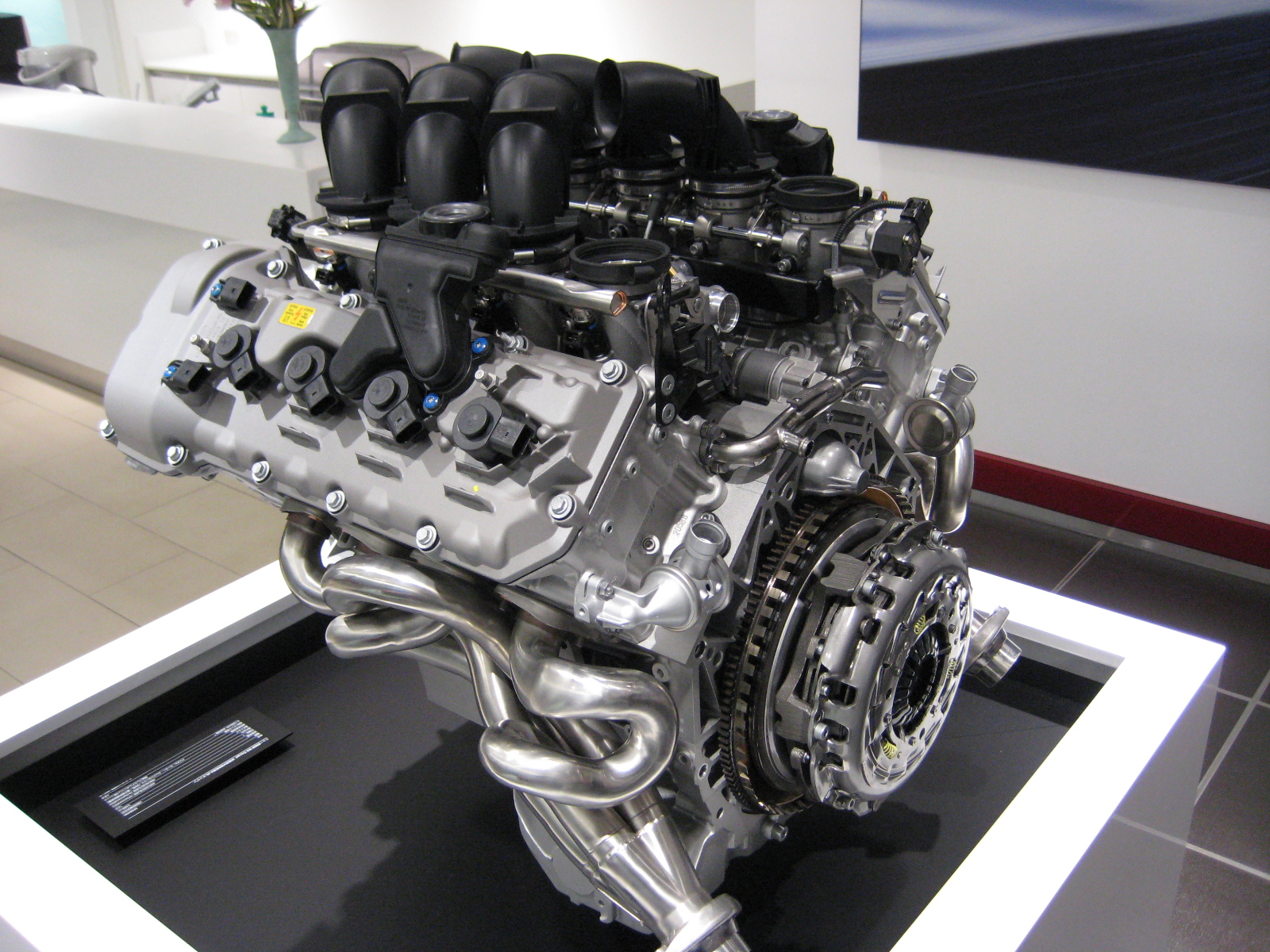
Un motore V8 BMW S65

La BMW ha utilizzato una varietà molto ampia di motori per le sue autovetture (e non solo, come si vedrà), con architetture che vanno da quella monocilindrica a quella di tipo V12. I motori monocilindrici e bicilindrici sono di origine motociclistica e vengono riportati anche nella sezione dedicata alla produzione motociclistica BMW.

### Motori monocilindrici
La BMW ha utilizzato un motore monocilindrico per la produzione automobilistica.
- 224/4, 0.25-0.3 litri (1953-62).

### Motori bicilindrici
I motori bicilindrici BMW per uso automobilistico sono stati due.
- 267/5, 0.6 litri (1956-69);
- 267/2 (evoluzione), 0.7 litri (1959-65).

### Motori tricilindrici
Gli unici motori tricilindrici per ora prodotti dalla BMW sono due, uno a benzina ed uno a gasolio, entrambi 1.5 di cilindrata.

#### Motore a benzina
- B38, 1.5 litri (dal 2014).

#### Motore diesel
- B37, 1.5 litri (dal 2014).

### Motori a 4 cilindri
Numerosi sono i motori a 4 cilindri in linea prodotti dalla BMW.

#### Motori a benzina
- M68, 0.8 litri (1932-36);
- M10, 1.5-2.0 litri (1961-87);
- S14, 2.0-2.5 litri (1986-91);
- M40, 1.6-1.8 litri (1987-95);
- M42, 1.8 litri (1989-96);
- M43, 1.6-1.9 litri (1991-02);
- M44, 1.9 litri (1996-01);
- Tritec, 1.4-1.6 litri (1999-06);
- N42, 1.8-2.0 litri (2001-03);
- N45, 1.6-2.0 litri (2004-08);
- N46, 1.8-2.0 litri (2003-15);
- Motore Prince, 1.4-1.6 litri (2006-16);
- N13, 1.6 litri (2011-16);
- N43, 1.6-2.0 litri (2007-14);
- N20, 2 litri turbo (2011-17);
- B48, 2 litri turbo (dal 2013).

#### Motori diesel
- M41, 1.7 litri (1994-2000);
- M47, 2.0 litri (1998-06);
- N47, 1.6-2.0 litri (2007-17).
- B47, 2.0 litri (dal 2014).

### Motori a 6 cilindri
L'architettura a 6 cilindri è il tipo di motorizzazione a cui la BMW deve la maggior parte della sua fama. Dal 1933 ad oggi (tranne il periodo 1942-44, in piena guerra, ed il periodo 1958-67, quando la BMW era in fase di riavviamento) la casa bavarese ha sempre avuto in listino almeno un modello con motore a 6 cilindri, che nel caso della BMW sono sempre stati solo disposti in linea e mai a V.

#### Motori a benzina
- M78, 1.2 litri (1933-34);
- motori da 1.5 e 1.9 litri derivati dall'unità M78 (1934-37);
- M326, 2 litri (1936-58);
- M335, 3.5 litri (1939-41);
- M337, 2.0-2.1 litri (1952-58);
- M30, 2.5-3.5 litri (1968-94);
- M20, 2.0-2.7 litri (1977-94);
- M88/S38, 3.5-3.8  litri (1978-95);
- M50, 2.0-2.5 litri (1989-95);
- S50, 3.0-3.2 litri (1993-2000);
- M52, 2.0-2.8 litri (1994-2001);
- M54, 2.2-3.0 litri (2000-06);
- S54, 3.2 litri (2001-06);
- N52, 2.5-3.0 litri (2004-11);
- N54, 3.0 biturbo (2006-16);
- N53, 2.5-3.0 litri (2007-13);
- N55, 3.0 litri turbo (2009-18);
- S55, 3.0 litri biturbo (dal 2014);
- B58, 3.0 litri turbo (dal 2015);
- S58, 3.0 litri biturbo (dal 2019).

#### Motori diesel
- M21, 2.4 litri (1983-94);
- M51, 2.5 litri (1991-2000);
- M57, 2.5-3.0 litri (1998-13);
- N57, 3 litri (dal 2008);
- B57, 3 litri (dal 2015).

### Motori V8
Vi sono state otto famiglie di motori V8 nella storia della BMW.

#### Motori a benzina
- OHV V8, 2.6-3.2 litri (1951-65);
- M60, 3.0-4.0 litri (1992-96);
- M62, 3.5-4.4 litri (1996-05);
- S62, 4.9 litri (1998-03);
- N62, 3.6-4.8 litri (dal 2001);
- S65, 4.0-4.4 litri (2007-13);
- N63, 4.4 litri (dal 2008);
- S63, 4.4 litri (dal 2009).

#### Motori diesel
- M67, 3.9-4.4 litri (1999-08).

### Motori V10
Benché esista un solo V10 finora prodotto per le BMW stradali, esso rappresenta uno dei migliori motori della Casa per quanto riguarda le prestazioni e il livello tecnologico. Questo motore è stato montato sulla BMW M5 E60 (berlina) ed E61 (station wagon), oltre che sulla M6 E63 (coupé) ed E64 (cabrio).
- S85, 5.0 litri (2005-10).

### Motori V12
I V12 BMW prodotti finora sono raggruppati in cinque famiglie e sono tutti a benzina.
- M70, 5 litri (1986-94);

- M73, 5.4 litri (1994-2001);

- S70, 5.6-6.1 litri (1990-2000);
- N73, 6.0-6.7 litri (2003-16);
- N74, 6.0-6.6 litri (dal 2009).

## Motori motociclistici

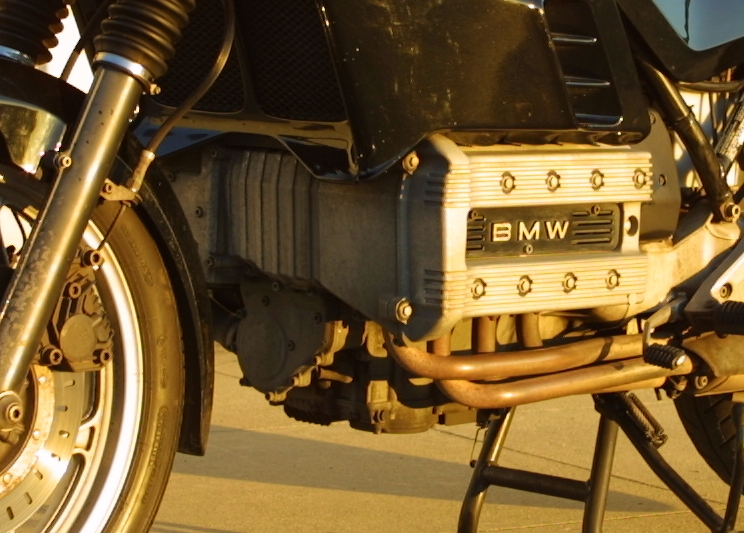
Motore di una BMW K 100

Di seguito vengono riportati alcuni dei più significativi motori BMW per uso motociclistico. Alcuni di questi motori sono stati utilizzati anche in campo automobilistico a cavallo tra gli anni cinquanta e anni sessanta su autovetture BMW di fascia bassa o molto bassa.

### Motori monocilindrici
- 224/4, 0.25-0.3 litri (1953-62).

### Motori bicilindrici
- M2B15, 0.5 litri (1923-26);
- 267/5, 0.6 litri (1956-69);
- 267/2, 0.7 litri (1959-65).

## Motori aeronautici

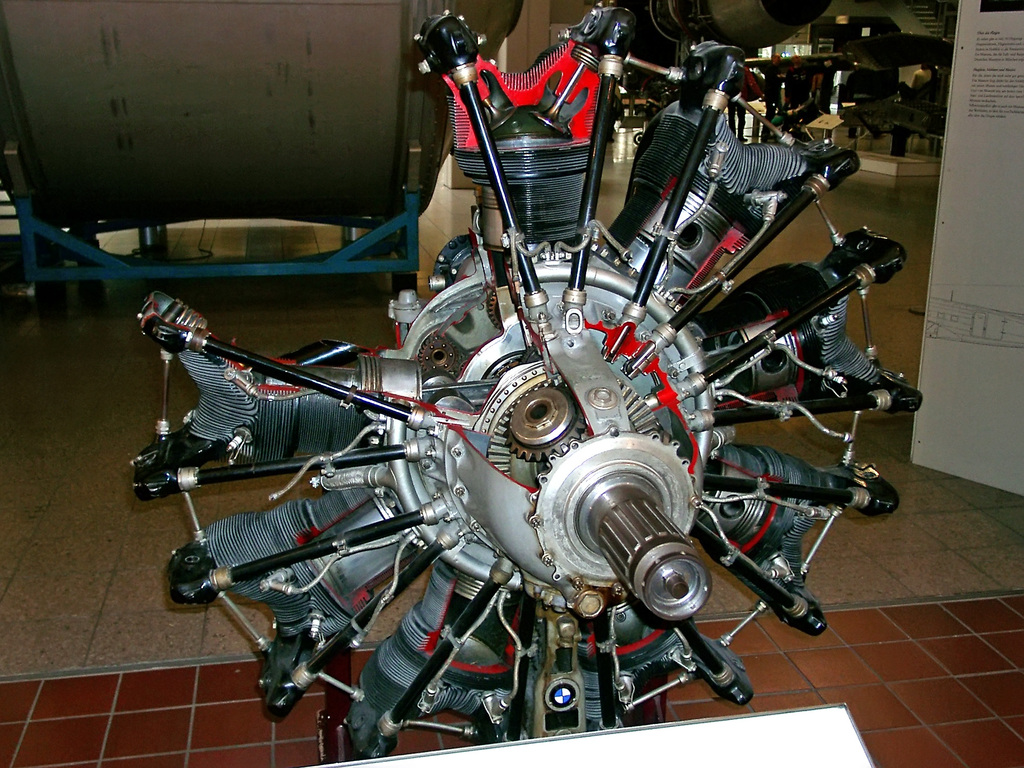
Vista in sezione di un radiale a singola stella BMW 132

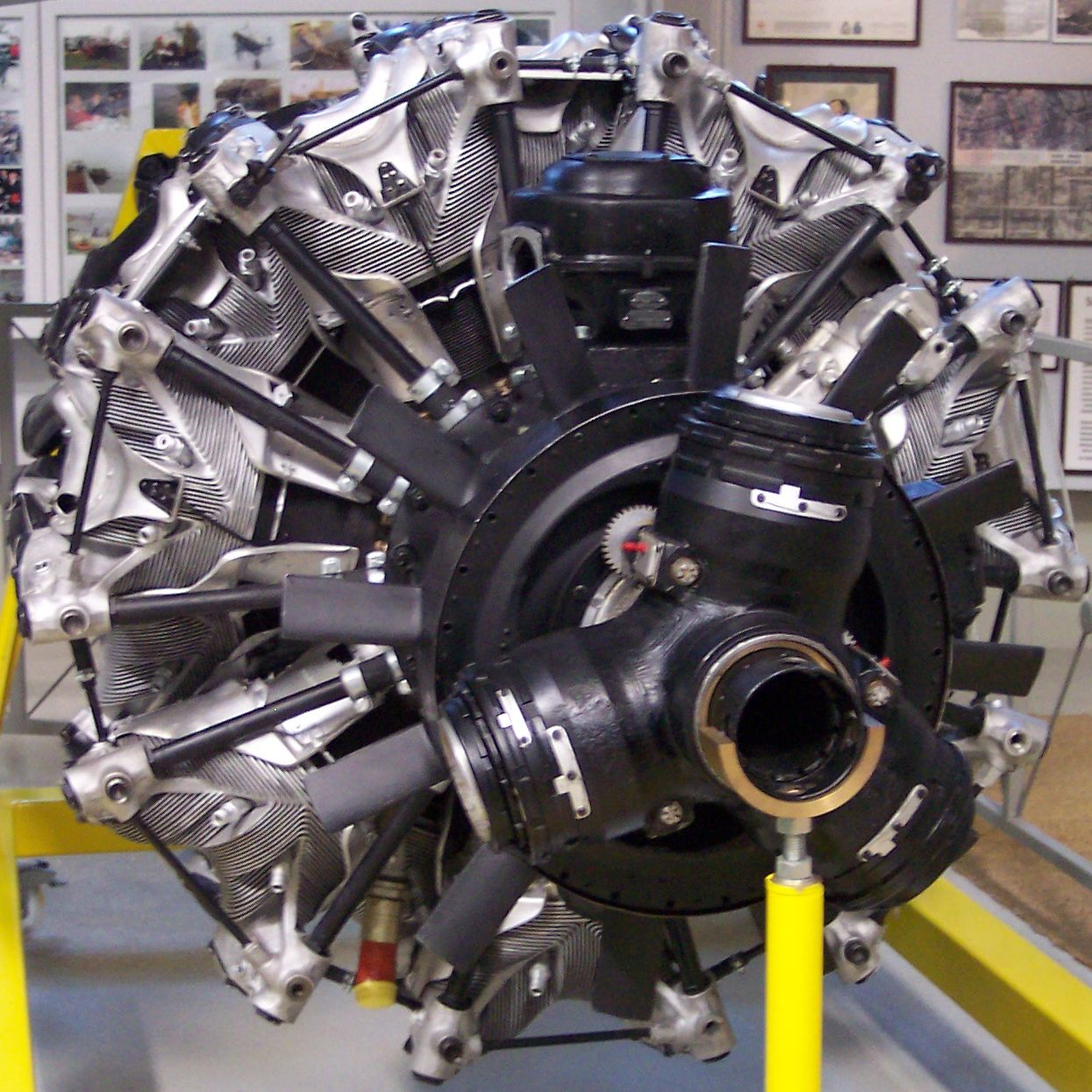
Vista frontale di un radiale a doppia stella BMW 801

### Motori radiali
a 5 cilindri singola stella
- BMW X, 2,2 litri (1929-31);
- BMW Xa, 2,9 litri (1931-32);

a 9 cilindri singola stella
- BMW Hornet, 27,7 litri (1928-33)
- BMW Jupiter, 28,6 litri (1928-33)
- Bramo/BMW 323, 26,8 litri (1930)
- 132, 27,7 litri (1933-45);
- 114, 27,7 litri (1936); (a ciclo Diesel)

a 14 cilindri doppia stella
- 801, 41,8 litri (1940-45);

a 18 cilindri doppia stella
- 139, 55,4 litri (1938);

a 28 cilindri quadrupla stella
- 803, 83,5 litri (1944);

### Motori in linea
a 6 cilindri
- II, 10,8 litri (1918)
- III, 19,1 litri (1918)
- IIIa, 19,1 litri (1918);
- IV, 22,9 litri (1918-28);
- VIII, 23,0 litri (1928-30);

### Motori a V

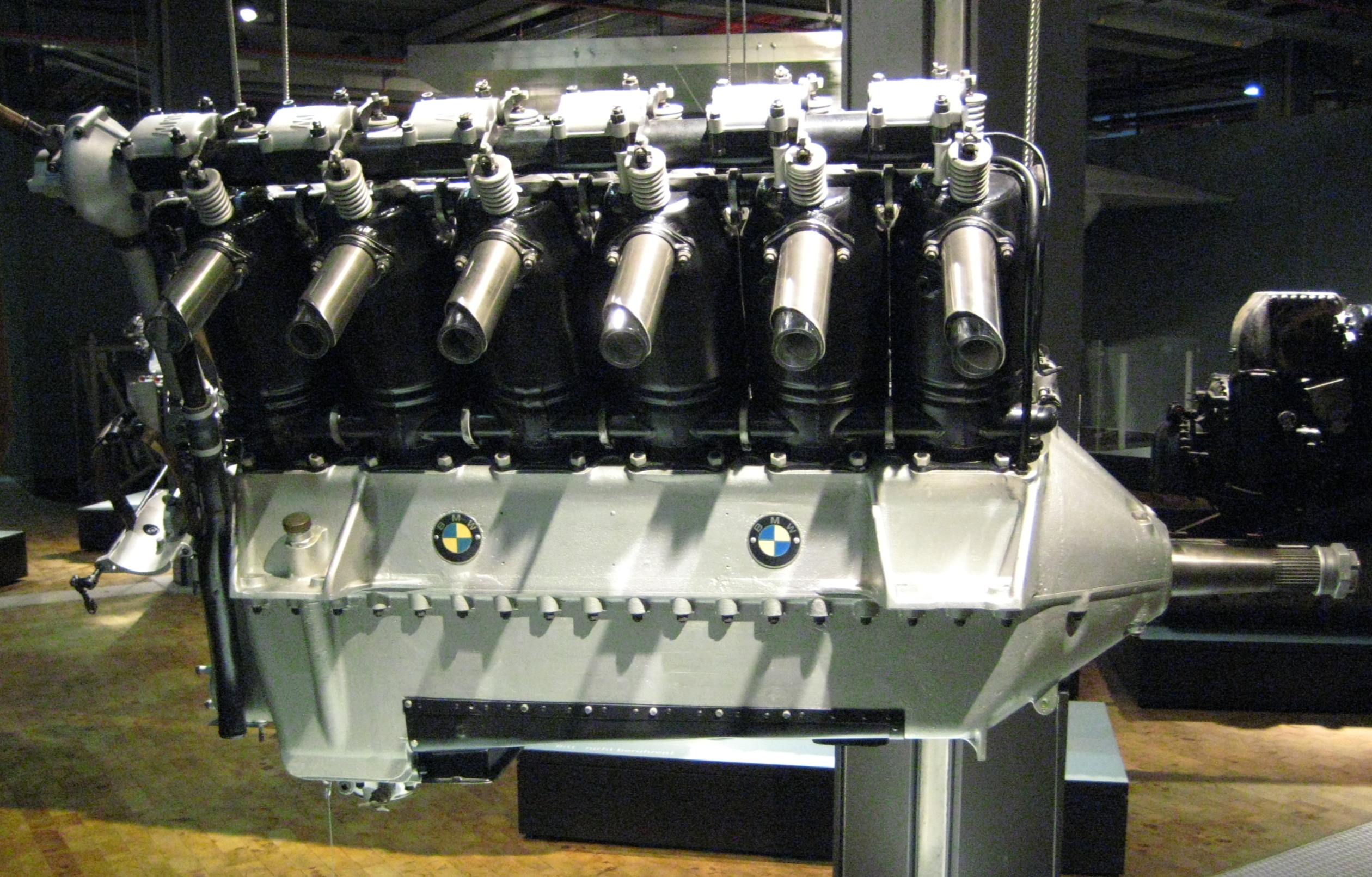
Un motore V12 BMW VI esposto alDeutsches Technikmuseum Berlin, Germania

a 10 cilindri
- IXa, 46,9 litri (1929-30);

a 12 cilindri
- V, 39,2 litri (1926-28);
- VI, 46,9 litri (1925-35);
- VIIa, 46,9 litri (1929-31);
- 106, 46,9 litri (1933);

### Motori a getto
- 003 (1943-45);